# 福生 (福生市)
福生（ふっさ）は、東京都福生市の大字。郵便番号は197-0011（あきる野郵便局管区）。

## 地理
福生市の北部に位置し、五日市街道以北にあたる。旧福生村のうち、区画整理の後、新町名に移行した残余部分の現行行政地名である。
このため国道16号沿い、横田基地第5ゲート近くの南東部から、多摩川、羽村境の北西部まで町域が広範囲に飛んでおり、町としてのまとまりはない。熊川、牛浜、志茂、本町、福生二宮、北田園、加美平、武蔵野台、東町、あきる野市草花、羽村市川崎・玉川、瑞穂町石畑・殿ヶ谷、武蔵村山市岸、立川市西砂町と接する。

### 河川
- 多摩川
- 玉川上水
- 玉川上水福生分水

### 地価
住宅地の地価は2014年（平成26年）1月1日に公表された公示地価によれば福生字奈賀1173番5の地点で14万9000円/m2となっている。

## 世帯数と人口
2018年（平成30年）1月1日現在の世帯数と人口は以下の通りである。
| 大字 | 世帯数    | 人口     |
| ---- | --------- | -------- |
| 福生 | 6,979世帯 | 13,369人 |

## 交通

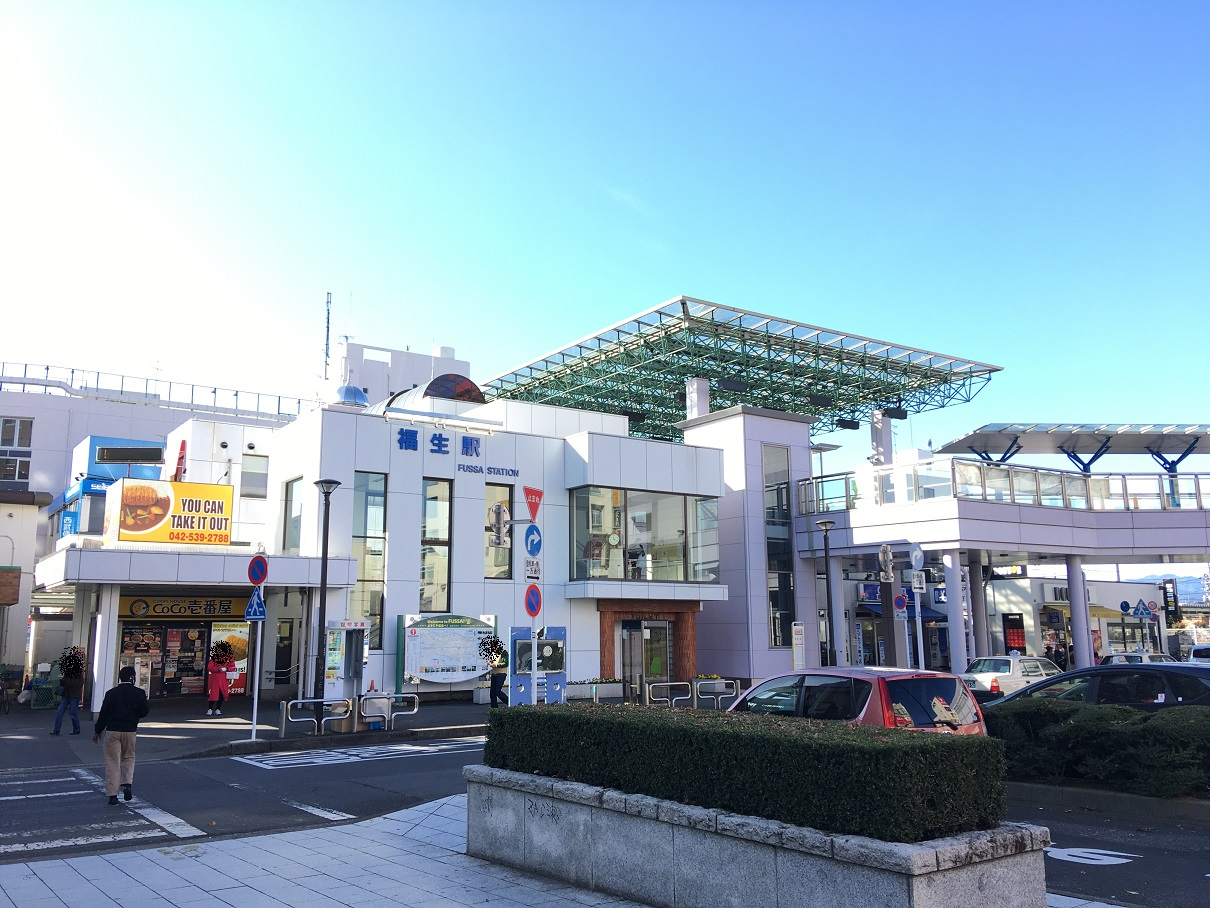
福生駅東口

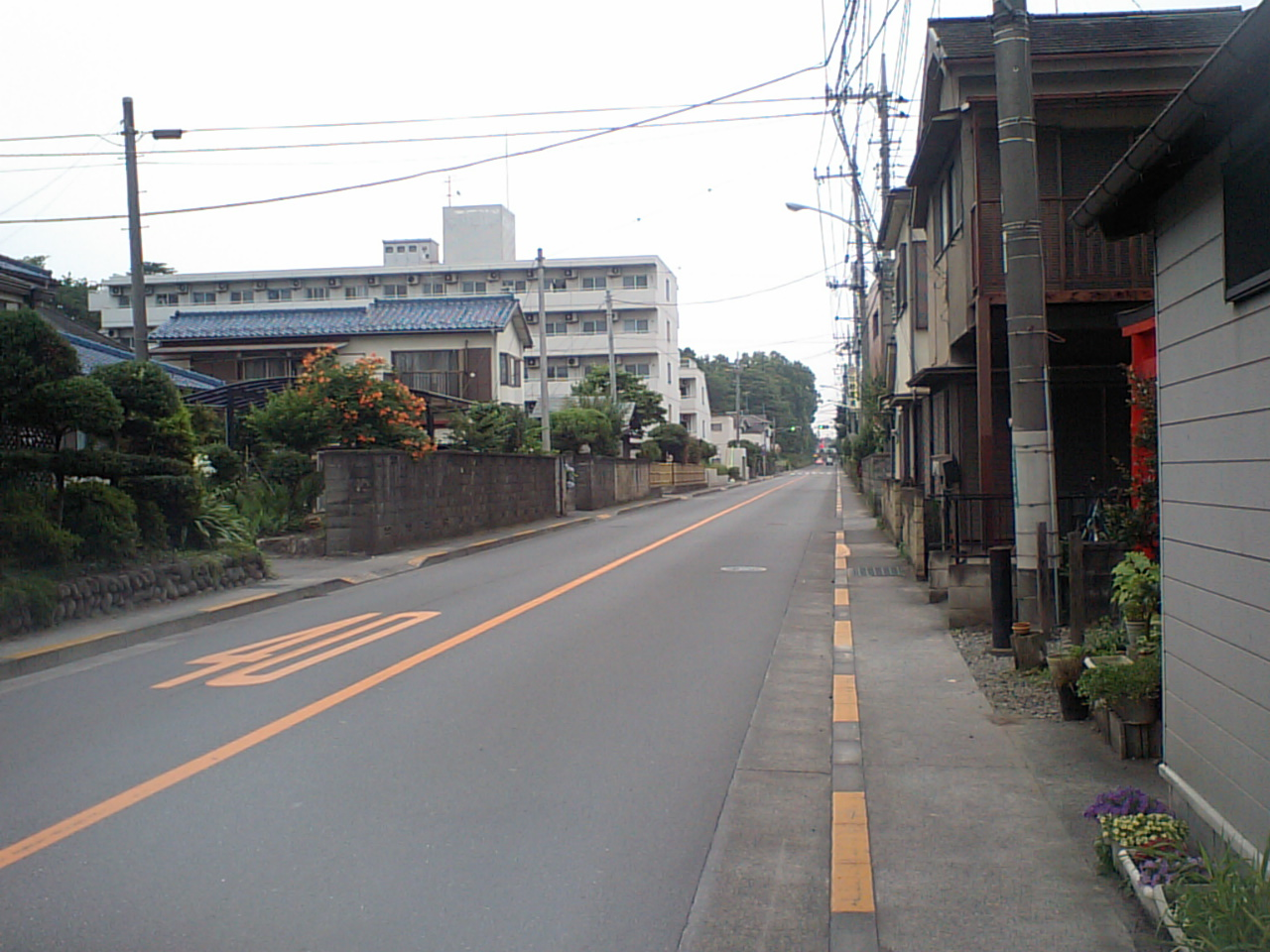
北西部、東京都道29号立川青梅線（奥多摩街道）

### 鉄道
- JR東日本青梅線福生駅

### 道路
- 国道16号（東京環状）
- 東京都道29号立川青梅線（奥多摩街道・新奥多摩街道）
- 東京都道165号伊奈福生線
- 東京都道166号瑞穂あきる野八王子線

## 施設
警察・消防
- 福生警察署福生駅前交番（大字福生773-12）
- 福生警察署横田交番（大字福生2212-8）
- 福生警察署上福生駐在所（大字福生1200-2）
- 福生警察署中福生駐在所（大字福生434-6）
- 福生消防署（大字福生1072）

教育
- 福生市立福生第一小学校（大字福生1055）
- 福生市立福生第四小学校（大字福生1290）
- 清岩院幼稚園（大字福生509）
- 福生多摩幼稚園（大字福生1276）

福祉・保健
- 保健センター・休日診療所（大字福生2125-3）
- 私立福生保育園（大字福生1058-11）
- 私立すみれ保育園（大字福生959-8）
- 私立東福保育園（大字福生209）
- 私立福生本町保育園（大字福生2143-11）

生涯学習
- わかぎり図書館（大字福生1280-1）
- 市民会館・公民館本館（大字福生2455）
- 地域会館、わかぎり会館（大字福生1280-1）
- 地域会館、扶桑会館（大字福生1069-1）
- プチギャラリー、輝き市民サポートセンター（大字福生1014-10、福生駅構内）
- 市営競技場、同テニスコート、同グランド（大字福生3232）

病院
- 目白第二病院（大字福生1980）
- 大聖病院（大字福生871）

郵便局
- 福生武蔵野台郵便局（大字福生2126）

神社・仏閣
- 神明社（大字福生1081）
- 堰上明神社（大字福生592）
- 清岩院（大字福生507）
- 長徳寺（大字福生613）
- 長徳寺薬師堂（大字福生1088）
- 妙源院（大字福生1185）
- 東海居（大字福生1773）
- 永昌院（大字福生1791）
- 福生不動尊（大字福生2143-1）
- 加美末廣稲荷神社（大字福生1210）

公園
- 多摩川緑地福生かに坂公園（大字福生1185-15）
- 多摩川緑地福生加美上水公園（大字福生1763-5）
- 中福生公園（大字福生443-1）
- わらつけ公園（大字福生2151-12）
- 原ヶ谷戸児童公園（大字福生2250-11）
- もくせい公園（大字福生2148-1）
- 神明児童遊園（大字福生1081）
- 原ヶ谷戸どんぐり公園（大字福生196-7他）
- フレンドシップパーク（大字福生2351-11）

商業施設
- 金融機関
  - 三井住友銀行福生支店（大字福生1006-7）
  - りそな銀行福生支店（大字福生1048）
  - 西武信用金庫福生支店（大字福生768）
  - 大東京信用組合福生支店（大字福生1004）
- ディスカウントストアー・量販店
  - ダイソー福生店（ディスカウントストアー）（大字福生768、マルフジビル2･3･4F）
  - 二木の菓子福生店（食品）（大字福生768、マルフジビル1F）
  - サンドラッグ福生店（ドラッグストア）（大字福生965）
  - リブロ福生店（本）（大字福生1002-1西友福生店、part2-1F）
  - クラフトハートトーカイ西友福生店（手芸）（大字福生1002-1、西友福生店part2-1F）
  - キャンドゥ西友福生店 （100円ショップ）（大字福生1002-1西友福生店、part2-1F）
  - ブックスタマ福生店（本）（大字福生1076）

その他
- 福生駅西口自転車駐車場（大字福生997-20）